# Curt Schmieden
Curt Otto Walther Schmieden (Stargard, 23 de junho de 1905 — Darmstadt, 8 de fevereiro de 1991) foi um matemático alemão.
Schmieden estudou na Universidade de Rostock e na Universidade Humboldt de Berlim (onde foi aluno de, dentre outros, Max Planck), onde obteve um doutorado em 1929, oroentado por Richard von Mises (e Ludwig Bieberbach), com a tese Über den Widerstand einer in einer Flüssigkeit rotierenden Scheibe. A partir de 1926 foi wissenschaftlicher Assistent na Universidade Técnica de Danzig, onde obteve a habilitação em 1931. Foi a partir de 1934 professor extraordinário da Universidade de Rostock e a partir de 1937 professor ordinário da Universidade Técnica de Darmstadt. Durante a Segunda Guerra Mundial assumiu trabalhos para a Deutsche Versuchsanstalt für Luftfahrt em Berlim. Em 12 de maio de 1941 participou da primeira apresentação do computador Z3 de Konrad Zuse.
Schmieden trabalhou entre outros com hidrodinâmica e aerodinâmica. Na década de 1950 desenvolveu com Detlef Laugwitz um método de análise não padronizada.
Em 1957/1958 foi reitor da Universidade Técnica de Darmstadt. Em 1970 tornou-se professor emérito.

## Obras
- com Detlef Laugwitz Eine Erweiterung der Infinitesimalrechnung, Mathematische Zeitschrift, volume 69, 1958, p. 1–39
- com Laugwitz Ingenieurmathematik, volume 7, Aufgaben zur Ingenieurmathematik, BI Hochschultaschenbuch 1966.